# Joseph Walker (cameraman)

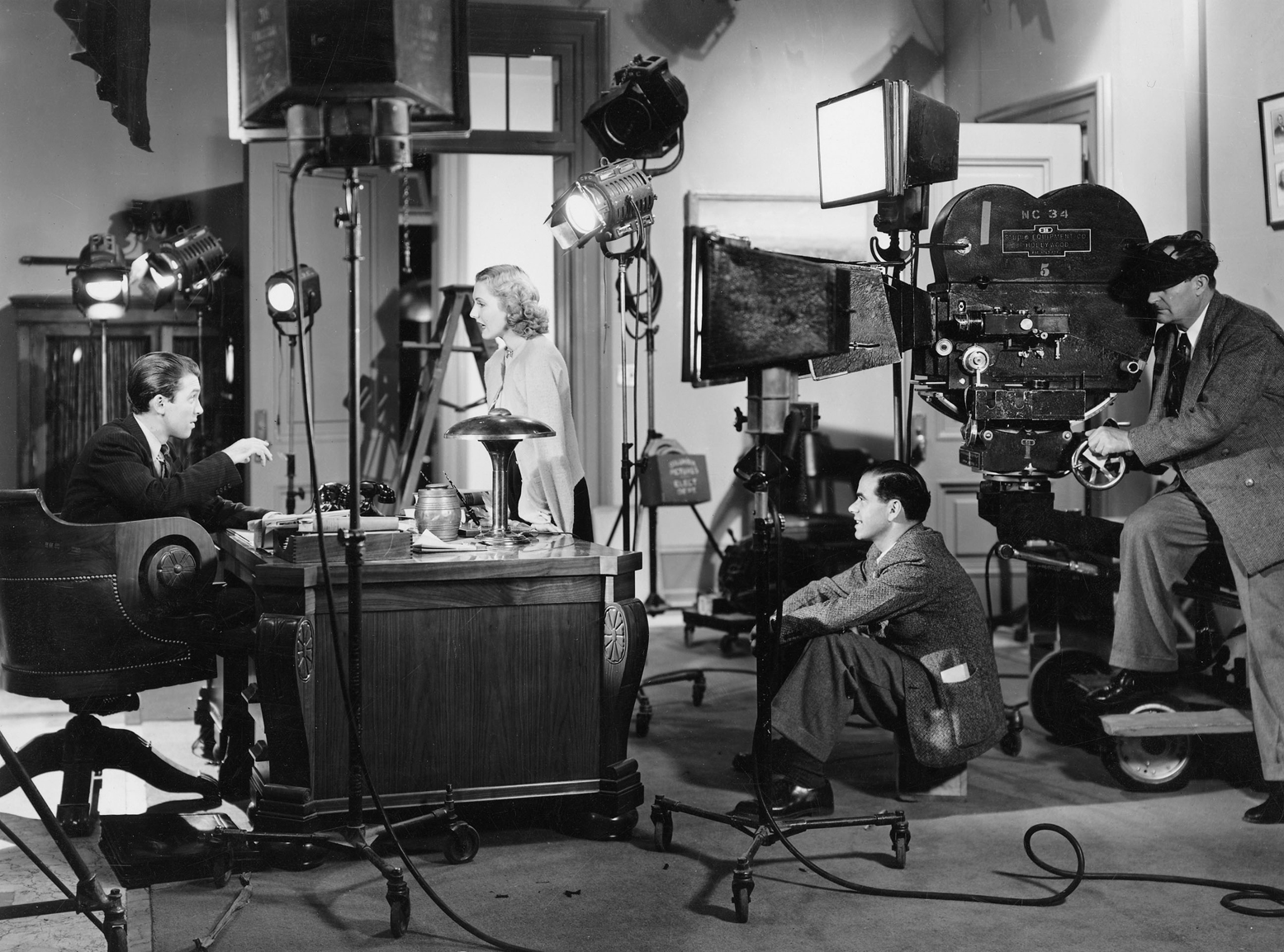
Joseph Walker achter de camera tijdens de opnames van Mr. Smith Goes to Washington (1939). Van links naar rechts: James Stewart, Jean Arthur, regisseur Frank Capra en Joseph Walker

Joseph Walker, A.S.C. (22 augustus 1892 - 1 augustus 1985) was een Amerikaanse cameraman en director of photography die tijdens zijn 33-jarige carrière werkte aan 145 films.

## Biografie
Joseph Bailey Walker werd op 22 augustus 1892 geboren in Denver. Hij werkte aanvankelijk als een uitvinder en fotografeerde voor het Rode Kruis tijdens de Eerste Wereldoorlog.
De eerste film waarvoor hij filmde was Back to God's Country (1919), een Canadese film die werd geschoten vlak bij de noordpoolcirkel. Hij werkte vervolgens voor een groot aantal regisseurs, zoals W.S. Van Dyke, Francis Ford en George B. Seitz, voordat hij een contract kreeg bij Columbia Pictures in 1927. Hij heeft tot zijn pensioen in 1952 vrijwel uitsluitend voor deze filmstudio blijven werken. Joseph Walker werkte onder andere aan twintig films van Frank Capra. 
Op 1 augustus 1985 stierf Joseph Walker in Las Vegas, Nevada.

## Prijzen en nominaties
Joseph Walker werd viermaal genomineerd voor de Oscar voor Beste Camerawerk. Hij heeft twintig patenten staan op uitvindingen op het gebied van filmen, zoals op het Double Exposure System en een aantal zoomlenzen. Hierom was hij in 1982 de eerste ontvanger van de Gordon E. Sawyer Award, een prijs die de Academy of Motion Picture Arts and Sciences uitreikt aan diegenen die een nuttige technologische bijdrage leverde aan de filmindustrie.

## Filmoverzicht
- Back to God's Country (1919)
- Richard the Lion-Hearted (1923)
- Clash of the Wolves (1925)
- Say It with Sables (1928)
- Submarine (1928)
- Ladies of Leisure (Frank Capra, 1930)
- Dirigible (1931)
- Lady for a Day (Frank Capra, 1933)
- The Bitter Tea of General Yen (Frank Capra, 1933)
- It Happened One Night (Frank Capra, 1934)
- Let's Live Tonight (1935)
- Theodora Goes Wild (1936)
- Mr. Deeds Goes to Town (Frank Capra, 1936)
- Lost Horizon (Frank Capra, 1937)
- You Can't Take It With You (Frank Capra, 1938) (Oscarnominatie)
- Only Angels Have Wings (1939) (Oscarnominatie)
- Mr. Smith Goes to Washington (Frank Capra, 1939)
- His Girl Friday (1940)
- Penny Serenade (1941)
- Here Comes Mr. Jordan (1941) (Oscarnominatie)
- My Sister Eileen (1942)
- They All Kissed the Bride (1942)
- First Comes Courage (1943)
- A Night to Remember (1943)
- The Jolson Story (1946) (Oscarnominatie)
- It's a Wonderful Life (Frank Capra, 1946)
- The Velvet Touch (1947)
- The Awful Truth (1947)
- Harriet Craig (1950)
- Born Yesterday (1950)
- Affair in Trinidad (1952)

- Bibsys: 90850393
- Biblioteca Nacional de España: XX1167867
- Bibliothèque nationale de France: cb14451177j (data)
- Gemeinsame Normdatei: 13800093X
- International Standard Name Identifier: 0000 0001 1777 1926
- Library of Congress Control Number: n84202607
- Nationale Bibliotheek van Tsjechië: xx0166115
- Nationale bibliotheek van Australië: 35627472
- Nationale Bibliotheek van Israël: 987007347008105171
- Nederlandse Thesaurus van Auteursnamen: 073110841
- SNAC: w6gt68zk
- Système universitaire de documentation: 058634444
- Virtual International Authority File: 100229021
- WorldCat: E39PBJk4Cdy63rJtxBgwDP6h73